# Клерлејк Ривијера (Калифорнија)
Клерлејк Ривијера (енгл. Clearlake Riviera) насељено је место без административног статуса у америчкој савезној држави Калифорнија.

## Демографија
По попису из 2010. године број становника је 3.090.
| Група             | 2000.    | 2010.         |
| Белци             | 0 (0,0%) | 2.442 (79,0%) |
| Афроамериканци    | 0 (0,0%) | 36 (1,2%)     |
| Азијати           | 0 (0,0%) | 40 (1,3%)     |
| Хиспаноамериканци | 0 (0,0%) | 424 (13,7%)   |
| Укупно            | 0        | 3.090         |